# 중샤오푸싱역
중샤오푸싱역(중국어 정체자: 忠孝復興站, 한어 병음: Zhōngxiào Fùxīng Zhàn, 웨이드-자일스: Chung1hsiao4 Fu4hsing1 Chan4, 한자음: 충효복흥참)은  중화민국 (대만) 타이베이시 다안 구에 있는 타이베이 첩운 원후선과 타이베이 첩운 반난선의 환승역이다.

## 이름
중샤오푸싱역은 중국어 발음을 이용한다. 뜻은 충효복흥역이다. 역은 충효동로와 복흥남로 사거리에 위치해 있어서 붙여진 이름이다.

## 구조

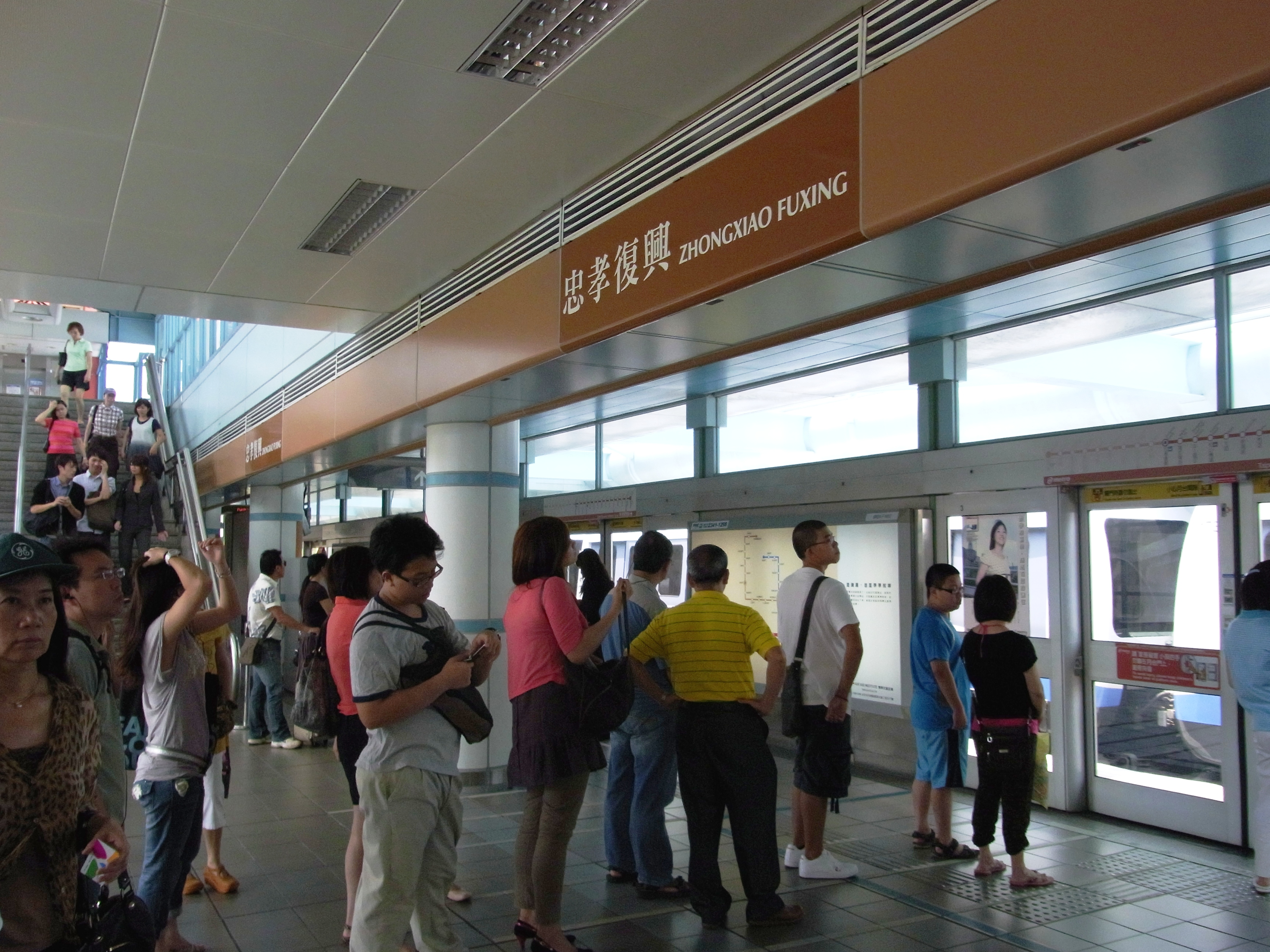
원후선 프랫폼

| 지상 3층 | 쌍상대식 승강장                                             | 쌍상대식 승강장                                       |
|          | 1호 프랫폼                                                  | ←타이베이 첩운 원후선 난강전람관방면（난징푸싱）      |
|          | 2호 프랫폼                                                  | 타이베이 첩운 원후선 동물원방면（다안）→              |
|          | 쌍상대식 승강장                                             |                                                       |
| 지면     | 출입구                                                      | 출입구                                                |
| 지하 1층 |                                                             | 역 홀, 문의종심                                       |
| 지하 1층 | 화장실（유료 존 에서）, 시먼 지하길, 7-ELEVEn（유료 존 외） |                                                       |
| 지하 4층 | 1호 프랫폼                                                  | ←타이베이 첩운 반난선 난강전람관방면（중샤오둔화）→   |
| 지하 4층 | 섬식 승강장                                                 |                                                       |
| 지하 4층 | 2호 프랫폼                                                  | 타이베이 첩운 반난선 딩푸/야둥병원방면（중샤오신성）→ |

|  |  |